# レヴナー微分方程式
数学では、レヴナー微分方程式(Loewner differential equation)、あるいは、レヴナー方程式(Loewner equation)とは、1923年にチャールズ・レヴナー(Charles Loewner)により複素解析と幾何学的函数論(geometric function theory)の中で発見された。もともとは、スリット写像（0 と ∞ をつなぐ曲線を持つ複素平面上への開円板(open disk)からの共形写像を研究するために導入されたのであるが、レヴナーの方法は、後日、ロシアの数学者 Pavel Parfenevich Kufarev (1909–1968) により再発見された。カラテオドリ(Constantin Carathéodory)の意味で連続的に全平面へ拡張された複素平面内の領域の族は、レヴナーチェーン(Loewner chain)と呼ばれる 1係数の共形写像の族を導き出す。これは、レヴナー半群(Loewner semigroup)と呼ばれる単位円板の正則で単葉な自己写像と同様である。この半群が正の実部を持つ円板上の正則函数の 1係数の族によって時間独立な正則ベクトル場に対応する。レヴナーの半群は、単葉な半群の考え方を一般化したものである。
レヴナー微分方程式は、1985年にルイ・ド・ブランジュ(Louis de Branges)によってビーベルバッハ予想が証明されたことでも重要な役割を演じた単葉函数の不等式を導く。レブナー自身は、予想の第三項を証明するため、1923年にこのテクニックを使った。1990年代の終わりにオデッド・シュラム(Oded Schramm)により発見されたレヴナー微分方程式の確率論的な一般化であるシュラム・レヴナー発展は、確率論や共形場理論で、飛躍的に発展している。

## 単葉函数の従属性
f と g を、単位円板 D, |z| < 1 の上の f(0) = 0 = g(0) である正則な単葉函数とする。
f が g に対し従属するとは、D 上の原点 0 を固定する単葉写像 {\displaystyle \varphi } が存在し、全ての |z| < 1 に対して
{\displaystyle \displaystyle {f(z)=g(\varphi (z))}}
となることとする。
そのような写像 {\displaystyle \varphi } が存在するための必要十分条件は、
{\displaystyle f(D)\subseteq g(D)}
である。必要性はすぐに出る。逆に {\displaystyle \varphi } を、
{\displaystyle \displaystyle {\varphi (z)=g^{-1}(f(z))}}
で定義すると、{\displaystyle \varphi } は {\displaystyle \varphi (0)=0} の D の単葉自己写像である。
そのような写像は、{\displaystyle 0<|\varphi '(0)|\leq 1} であり、各円板 Dr (|z| < r, 0 < r < 1) を自分自身へ写像するので、
{\displaystyle \displaystyle {|f^{\prime }(0)|\leq |g^{\prime }(0)|},\ \ \ \ \displaystyle {f(D_{r})\subseteq g(D_{r})}}
であることが分かる。

## レヴナーチェーン
0 ≤ t ≤ ∞ に対し、U(t) を原点 0 を含む C の開いた単連結な部分集合の族で、
{\displaystyle U(s)\subsetneq U(t)}
を満たすとする。s < t のとき
{\displaystyle U(t)=\bigcup _{s<t}U(s)}
であり、
{\displaystyle U(\infty )={\mathbb {C} }}
とすると、{\displaystyle s_{n}\uparrow t} であれば、 カラテオドリの核定理(Carathéodory kernel theorem)の意味で、
{\displaystyle U(s_{n})\rightarrow U(t)}
である。
D で C 内の単位円板を表すとすると、この定理は、リーマンの写像定理に従った一意に定まる単葉な写像 ft(z) は、
{\displaystyle f_{t}(D)=U(t),\,\,\,f_{t}(0)=0,\,\,\,\partial _{z}f_{t}(0)=1}
となり、 [0,∞) X D のコンパクトな部分集合の上で一様連続であることを意味する。
さらに、函数 {\displaystyle a(t)=f_{t}^{\prime }(0)} は正定値、連続で、単調増加な函数である。
再度、パラメータ化し、
{\displaystyle f_{t}^{\prime }(0)=e^{t}}
とおくと、
{\displaystyle f_{t}(z)=e^{t}z+a_{2}(t)z^{2}+\cdots }
となる。
この単葉写像 ft(z) をレヴナーチェーン(Loewner chain)と呼ぶ。
ケーベの歪曲定理(Koebe distortion theorem)は、チェーンから得られることと開集合 U(t) の性質が同じであることを示した。

## レヴナーの半群
ft(z) をレヴナーチェーンとすると、
{\displaystyle \displaystyle {f_{s}(z)=f_{t}(\varphi _{s,t}(z))}}
であり、原点 0 を固定する円板上の単葉写像 {\displaystyle \varphi _{s,t}(z)} が一意に存在する s < t に対して、
{\displaystyle \displaystyle {f_{s}(D)\subsetneq f_{t}(D)}}
が成り立つ。
一意性により、写像 {\displaystyle \varphi _{s,t}(z)} は次のような半群の性質を持つ。s ≤ t ≤ r に対して、
{\displaystyle \displaystyle {\varphi _{s,t}\circ \varphi _{t,r}=\varphi _{s,r}}}
となる。
これにより、レヴナーの半群(Loewner semigroup)が確立する。
自己写像は連続的に s と t に依存し、
{\displaystyle \displaystyle {\varphi _{t,t}(z)=z.}}
を満たす。

## レヴナーの微分方程式
レヴナーの微分方程式(Loewner differential equation)は、レヴナーの半群からもレブナーチェーンからも導くことができる。
半群からは、
{\displaystyle \displaystyle {w_{s}(z)=\partial _{t}\varphi _{s,t}(z)|_{t=s}}}
とすると、|z| < 1 に対して、
{\displaystyle \displaystyle {\Re \,p_{s}(z)>0}}
となので、
{\displaystyle \displaystyle {w_{s}(z)=-zp_{s}(z)}}
となる。すると、{\displaystyle w(t)=\varphi _{s,t}(z)} は、初期条件 w(s) = z である常微分方程式
{\displaystyle \displaystyle {{dw \over dt}=-wp_{t}(w)}}
を満たす。
レヴナーチェーンの満たす微分方程式 ft(z) を得るためには、
{\displaystyle \displaystyle {f_{t}(z)=f_{s}(\varphi _{s,t}(z))}}
であることに注意すると、ft(z) は、初期条件
{\displaystyle \displaystyle {f_{t}(z)|_{t=0}=f_{0}(z)}}
を持つ常微分方程式
{\displaystyle \displaystyle {\partial _{t}f_{t}(z)=zp_{t}(z)\partial _{z}f_{t}(z)}}
を満たす。
常微分方程式のピカール・リンデレフの定理(Picard–Lindelöf theorem)は、これらの方程式が解を持ち、解は z で正則であることを保証している。
レヴナーチェーンは、レヴナー半群から極限をとることを通して再発見された。
{\displaystyle \displaystyle {f_{s}(z)=\lim _{t\rightarrow \infty }e^{t}\phi _{s,t}(z).}}
結局、D の単葉自己写像 {\displaystyle \phi (z)} で原点 0 を固定するものが与えられると、
{\displaystyle \displaystyle {\varphi _{0,1}(z)=\psi (z)}}
であるようなレヴナー半群 {\displaystyle w(t)=\varphi _{s,t}(z)} を構成することができる。
同様に、g(0) =0 である D 上の単葉函数 g で、g(D) が閉単位円盤を含むようなものが与えられると、レヴナーチェーン ft(z) が存在し、
{\displaystyle \displaystyle {f_{0}(z)=z,\,\,\,f_{1}(z)=g(z)}}
が成り立つ。
もし、{\displaystyle \varphi } もしくは、g が ∂D まで連続的に拡張できるならば、直ちにこの結果が得られる。これらの結果は、一般的には、写像 f(z) を近似 f(rz)/r に置き換え、標準のコンパクト性の議論を使うことにより得られる。

## スリット写像
D 上の正定置の実部をもち正規化されていて、p(0) = 1 である正則函数 p(z) は、ヘルグロッツの表現定理(Herglotz representation theorem)により、次のように記述される。
{\displaystyle \displaystyle {p(z)=\int _{0}^{2\pi }{1+e^{-i\theta }z \over 1-e^{-i\theta }z}\,d\mu (\theta ).}}
ここに μ は円の確率測度である。点の測度を取ることは、|κ(t)| = 1 である函数
{\displaystyle \displaystyle {p_{t}(z)={1+\kappa (t)z \over 1-\kappa (t)z}}}
を一つ選びだすこととなる。最初にこのことは、Loewner (1923)により考案された。
単位円板上の単葉函数の不等式は、スリット写像(slit mappings)のコンパクト部分集合へ一様に収束する密度を使い証明することができます。これらは、省略された無限遠点へ繋がっている有限個のジョルダン曲線の弧への単位円板からの共形写像である。密度はカラテオドリの核定理(Carathéodory kernel theorem)を使い示すことができる。実際、任意の単葉函数 f(z) は、
{\displaystyle \displaystyle {g(z)=f(rz)/r}}
により、近似することができ、単位円を解析曲線へ写像する。曲線上の点は、ジョルダン曲線の弧により無限遠点へつなぐことができる。解析曲線の小さな部分を選択した点の一方へ押しやることにより得られる領域は、g(D) へ収束するので、これらの領域上への D からの対応する単葉写像は、コンパクトな集合上で g へ一様収束する。
スリット写像 f へレヴナー微分方程式を適用すると、有限個の点から ∞ 押しやられたジョルダン曲線の弧 c(t) は、[0,∞) によってパラメトライズすることができるので、小さな c([t,∞)) での D から C 上への単葉写像 ft は、連続な bn を持つ
{\displaystyle \displaystyle {f_{t}(z)=e^{t}(z+b_{2}(t)z^{2}+b_{3}(t)z^{3}+\cdots )}}
の形をしている。特に、
{\displaystyle \displaystyle {f_{0}(z)=f(z)}}
である。
s ≤ t に対して、連続な an を持つ
{\displaystyle \displaystyle {\varphi _{s,t}(z)=f_{t}^{-1}\circ f_{s}(z)=e^{s-t}(z+a_{2}(s,t)z^{2}+a_{3}(s,t)z^{3}+\cdots )}}
としよう。
これはレヴナーチェーンとレヴナーの半群を与え、
{\displaystyle \displaystyle {p_{t}(z)={1+\kappa (t)z \over 1-\kappa (t)z}}}
となっている。ここに κ は [0,∞) から単位円への連続写像である。
κ を決定するためには、写像 {\displaystyle \varphi _{s,t}} は、単位円板から、内部の点を境界へ押しやるようなジョルダン曲線の弧を持つ単位円板の中への写像へ移すことに注意する。境界に触れている点は s と独立であり、[0,∞) から単位円への連続函数 λ(t) を定義する。κ(t) は λ(t) の複素共役、（もしくは、逆数）で、
{\displaystyle \displaystyle {\kappa (t)=\lambda (t)^{-1}}}
である。
同じことであるが、カラテオドリの共形写像定理 (Carathéodory's theorem) により、ft は閉円板への連続的に拡張され、しばしば駆動函数(driving function)と呼ばれる λ(t) は、
{\displaystyle \displaystyle {f_{t}(\lambda (t))=c(t)}}
として特徴づけられる。
全ての連続函数 κ がスリット写像から来るわけではないが、クファレフ(Kufarev)は κ が連続的な微分を持つときに、このことが成り立つことを示した。

## ビーベルバッハ予想への応用
Loewner (1923) でレヴナーは、スリット写像の微分方程式を使い、単葉函数
{\displaystyle \displaystyle {f(z)=z+a_{2}z^{2}+a_{3}z^{3}+\cdots }}
の第三番目の係数に対してのビーベルバッハ予想
{\displaystyle \displaystyle {|a_{3}|\leq 3}}
を証明した。
この場合、必要により回転させることとし、a3 は非負であることを前提としている。
すると、連続な an を持つ
{\displaystyle \displaystyle {\varphi _{0,t}(z)=e^{-t}(z+a_{2}(t)z^{2}+a_{3}(t)z^{3}+\cdots )}}
を得て、これらが
{\displaystyle \displaystyle {a_{n}(0)=0,\,\,a_{n}(\infty )=a_{n}}}
を満たす。
{\displaystyle \displaystyle {\alpha (t)=e^{-t}\kappa (t)}}
とすると、レヴナー微分方程式は、
{\displaystyle \displaystyle {{\dot {a_{2}}}=-2\alpha }}
であり、
{\displaystyle \displaystyle {{\dot {a_{3}}}=-2\alpha ^{2}-4\alpha \,a_{2}}}
であることを意味する。
従って、
{\displaystyle \displaystyle {a_{2}=-2\int _{0}^{\infty }\alpha (t)\,dt}}
である。ここから、直ちにビーベルバッハの不等式
{\displaystyle \displaystyle {|a_{2}|\leq 2.}}
が従う。
同様に、
{\displaystyle \displaystyle {a_{3}=-2\int _{0}^{\infty }\alpha ^{2}\,dt+4\left(\int _{0}^{\infty }\alpha \,dt\right)^{2}}}
である。a3 は非負であり、|κ(t)| = 1 であるから、コーシー＝シュワルツの不等式を使い、
{\displaystyle \displaystyle {|a_{3}|=2\int _{0}^{\infty }|\Re \alpha ^{2}|\,dt+4\left(\int _{0}^{\infty }\Re \alpha \,dt\right)^{2}}\leq 2\int _{0}^{\infty }|\Re \alpha ^{2}|\,dt+4\left(\int _{0}^{\infty }e^{-t}\,dt\right)\left(\int _{0}^{\infty }e^{t}(\Re \alpha )^{2}\,dt\right)}
{\displaystyle =1+4\int _{0}^{\infty }(e^{-t}-e^{-2t})(\Re \kappa )^{2}\,dt\leq 3}
を得る。